# Gada Kadoda
Gada Kadoda (em árabe: غادة كدودة) é uma engenheira e professora sudanesa associada ao Garden City College for Science and Technology. Ela leciona na Universidade de Cartum, sediada na cidade de Cartum, capital do Sudão, onde introduziu um curso de gestão do conhecimento. Ela já atuou como presidente da Sudanese Knowledge Society. Ela foi selecionada como uma das 100 mulheres da BBC, em 2019.

## Infância e educação
Gada Kadoda estudou ciência da computação na Universidade de Cartum, em 1991. Ela se mudou para o Reino Unido depois de se formar, onde estudou sistemas de informação na City, University of London. Ela se mudou para a Loughborough University para seus estudos de doutorado, onde trabalhou em engenharia de software.

## Pesquisa e carreira
Como pesquisadora de pós-doutorado, ingressou na Bournemouth University, no condado de Dorset, Inglaterra, onde trabalhou em mineração de dados e previsão. Ela se mudou para o Imperial College London para desenvolver ferramentas de análise e visualização de dados, em 2001, quando se interessou por inovação, transferência de conhecimento e colaborações.
Em 2003, Gada Kadoda ingressou na Universidade das Índias Ocidentais como professora de ciência da computação. Desde então, ela treinou como Gestora de Conhecimento Certificada e atuou como presidente da Sociedade Sudanesa do Conhecimento. Ela trabalhou com duas universidades, a Sudan University of Science and Technology e a Universitdade de Cartum, para introduzir programas de inovação que apoiam os alunos em seus esforços empresariais. Ela está trabalhando para converter esta atividade em um Laboratório de Inovação autônomo do  Fundo das Nações Unidas para a Infância (UNICEF).
Gada Kadoda foi membro fundadora do Mehen, um centro de treinamento para mulheres. Ela luta por educação descolonial e feminista em escolas e universidades sudanesas, além de liderar workshops antirracistas. Ela é membro da União Internacional Contra Tuberculose e Doenças Pulmonares e do Centro Nacional de Informações do Sudão, além de organizar a Rede Sudanesa de Futuros Equitáveis. Ela deu uma palestra TED em Cartum, em 2011.

## Reconhecimento
2014 - One to Watch pela UNICEF.
2019 - 100 mulheres da BBC.

## Publicações selecionadas
Suas publicações incluem:
- Kadoda, Gada (2016). Networks of Knowledge Production in Sudan: Identities, Mobilities, and Technologies. [S.l.]: Lexington Books. ISBN 978-1498532129
- Kadoda, Gada; Shepperd, Martin (2001). «Comparing software prediction techniques using simulation». IEEE Transactions on Software Engineering. 27 (11): 1014–1022. doi:10.1109/32.965341
- Kadoda, Gada; Webster, Steven (2000). «An investigation of machine learning based prediction systems» (PDF). Journal of Systems and Software. 53: 23–29. doi:10.1016/S0164-1212(00)00005-4